# Bioblitz
Bioblitz (ofte skrevet BioBlitz), er en intensiv registrering af biologisk aktivitet i og på et udvalgt areal i et geografisk defineret område.
Sædvanligvis foregår det over 24 timer og det involverer både eksperter og interesserede uden faglig baggrund, som noterer alle levende organismer på det udvalgte område. Områderne kan være parker og andre bynære områder eller andre arealer man ønsker at indsamle disse oplysninger for. Bioblitzer bliver gennemført over hele verden og de årlige resultater giver data til at beskrive udviklingen af og status den biologiske mangfoldighed.
Hensigten med en BioBlitz er at kortlægge og lære mere om de levende organismer i eksempelvis parken. Dette giver også videnskabsfolk en mulighed for at gennemføre feltarbejde i fællesskab og få oprettet en oversigt for et områdes biologiske liv af planter, insekter, svampe og andre levende organismer. Dette kan bidrage til at øge interessen og forståelsen af den biologiske mangfoldighed, biodiversitet.
De første bioblitzer blev gennemført i USA i 1990erne og har siden spredt sig verden rundt
I Danmark har Statens Naturhistoriske Museum stået for aktiviteter omkring afholdelse BioBlitz og efterfølgende bearbejdning af data